# Cystidia
Cystidia is een geslacht van vlinders van de familie spanners (Geometridae), uit de onderfamilie Ennominae.

## Soorten
- C. couaggaria Guenée, 1858
- C. chinensis Swinhoe, 1902
- C. indrasana Moore, 1865
- C. stratonice (Stoll, 1782)
- C. truncangulata Wehrli, 1934